# Eleutherodactylus abbotti
Espèce
Statut de conservation UICN

 LC  : Préoccupation mineure
Eleutherodactylus abbotti est une espèce d'amphibiens de la famille des Eleutherodactylidae.

## Répartition
Cette espèce est endémique d'Hispaniola. Elle se rencontre à Haïti et en République dominicaine du niveau de la mer jusqu'à 1 818 m d'altitude.

## Description
Les femelles mesurent jusqu'à 25 mm.

## Étymologie
Cette espèce est nommée en l'honneur de William Louis Abbott.

## Publication originale
- Cochran, 1923 : A New Species of Eleutherodactylus from the Dominican Republic. Proceedings of the Biological Society of Washington, vol. 36, p. 93-94 (texte intégral).